# ヨツバシオガマ
ヨツバシオガマ（四葉塩釜、学名：Pedicularis japonica）はシオガマギク属に属する多年草の高山植物である。エゾヨツバシオガマ P. chamissonis の変種とされていたが、詳細な比較から別種であることが分かり分離された。

## 特徴
北海道から中部地方以北の高山帯に生育している。シオガマギクの仲間では最もよく見られる種である。同属のミヤマシオガマなどが岩場などに生えるのに対し、ヨツバシオガマは湿地帯に生える。高さは20-50cm。名前の由来のとおり、シダのような葉が茎の節ごとに4つずつ輪生する。花期は6-8月で、薄紫色の太くて短い花弁が数段に重なり輪生する。ヨツバシオガマの大型種をハッコウダシオガマ（またはキタヨツバシオガマ）と呼ぶこともあるが、厳密に区別することはできない。
- ヨツバシオガマの花
- ヨツバシオガマの蕾
- ヨツバシオガマの葉

## 他の変種
次の分類群もエゾヨツバシオガマの変種とされているが、その位置付けに関してはさらなる研究が必要である。
クチバシシオガマ（嘴塩釜、学名：Pedicularis chamissonis var. longirostrata）
ヨツバシオガマより南側の、中部地方の南部から関東地方北部の高山帯に分布する。花の上部が名前の通りくちばし状に細長く伸びている。
レブンシオガマ（礼文塩釜、学名：Pedicularis chamissonis var. rebunensis）
礼文島に分布する。ふつうヨツバシオガマは葉が4枚ずつ輪生するが、レブンシオガマは葉が5-6枚輪生する。また、個体全体が大きく壮大になる。 花期は6-7月で、薄紫色の花が数段から時には十数段に重なり輪生する。